# Bryoptera canidentata
Bryoptera canidentata là một loài bướm đêm trong họ Geometridae.